# 蓮華石
蓮華石（れんげせき、 Rengeite）は、2001年に発表された日本産新鉱物で、フォッサマグナミュージアムの鉱物学者宮島宏などにより、新潟県糸魚川市青海地域で採取されたヒスイ中から発見された。 化学組成はSr4ZrTi4(Si2O7)2O8（記載時はSr4ZrTi4Si4O22）で、単斜晶系。
ペリエル石 (Perrierite)スーパーグループ・チェフキン石 (Chevkinite) 族に属し、ストロンチウムとジルコニウムを含む種である。名称は発見地が、以前蓮華変成帯と呼ばれていた高圧変成帯の東端付近に位置することによる。
蓮華石のジルコニウムがチタンに置換すると、松原石（Sr4Ti5(Si2O7)2O8）となる。